# Heliconius eugenius
Heliconius eugenius är en fjärilsart som beskrevs av Friedrich Wilhelm Niepelt 1928. Heliconius eugenius ingår i släktet Heliconius och familjen praktfjärilar. Inga underarter finns listade i Catalogue of Life.